# Pseudobathystomus tobiasi
Pseudobathystomus tobiasi är en stekelart som först beskrevs av Zaykov 1983.  Pseudobathystomus tobiasi ingår i släktet Pseudobathystomus och familjen bracksteklar. Inga underarter finns listade i Catalogue of Life.